# Kertész Lajos (zongoraművész)
Kertész Lajos (Gyula, 1925. november 2. – Szentendre, 2023. január 28.) magyar zongoraművész-tanár, református teológus. Kertész Andor matematikus, Kertész Gábor építőmérnök és Kertész Attila karnagy bátyja. A Magyar Kodály Társaság alapító és tiszteletbeli tagja.

## Életútja
A Debreceni Tudományegyetemen 1950-ben szerzett református lelkészi oklevelet, majd tanulmányait a budapesti Liszt Ferenc Zeneművészeti Főiskola zongora szakán folytatta, ahol 1949 és 1954 között Kodály Zoltán, Járdányi Pál, Banda Ede, Bartha Dénes, Szabolcsi Bence, Vásáry Tamás voltak a tanárai, főtárgytanára Antal István volt. 
1954-ben lett a budapesti Bartók Béla Konzervatórium tanára, ahol 1987-től tanszakvezető volt. 1972-ben Japánban, 1983-ban Ausztriában tanított. 1982től 1991-ig a Liszt Ferenc Zeneművészeti Főiskola Zenetanárképző Intézetébem is tanított. Hivatalos tanári pályája 1995-ben, nyugalomba vonulásával ért véget. 
1954 tavaszán mint koncertező művész debütált a Zeneakadémia nagytermében Liszt: Haláltáncának előadásával, az Állami Hangversenyzenekarral, Vaszy Viktor vezényletével. Kiterjedt ismeretterjesztő-népművelő munkája igen jelentős, ebben a minőségében számtalan ismertetővel egybekötött hangversenyt és előadást tartott szerte Magyarországon, cikkei is megjelentek. Magyarországon kívül Ausztriában, Németországban, Svájcban és Japánban is népszerűsítette a magyar zeneszerzők műveit. 1956-ban mint forradalmi bizottsági tag hitet tett a magyar szabadság eszménye mellett. Hanglemezei a rendszerváltást követően jelentek meg, magyar szerzők műveiből, ezek közül a legjelentősebbek Liszt, Kodály és Bartók CD-felvételei, különösen a Mikrokozmosz és a Gyermekeknek ciklusok teljes felvételei, amelyekről Kocsis Zoltán is elismerően írt.
Pályafutása során többek között olyan kiváló tanítványai voltak, mint Kassai István zongoraművész, Dobozy Borbála csembalóművész, Eredics Gábor, a Kossuth-díjas Vujicsics Együttes vezetője, Elekes Zsuzsa orgonaművész, Homor Zsuzsanna zongoraművész, Somogyi-Tóth Dániel orgonaművész, karmester, Delley József zongoraművész, Joó Árpád karmester, Németh Tamás zongoraművész, Papp Gyula rockzenész, Járdányi Gergely nagybőgőművész, Keönch Boldizsár énekművész, Bánfalvi Béla hegedűművész.
Zenei írói tevékenysége megnyilvánult számtalan apróbb, zömmel ismeretterjesztő írásában, amely újságokban, szakmai periodikákban jelentek meg. 2021-ben jelent meg Légy hű mindhalálig c. könyve, amely válogatást tartalmaz különféle alkalmi beszédeiből és írásaiból, megemlékezéseiből és prédikációiból. A '90-es évek végétől a 2000-es évek végéig kisegítő lelkipásztorként szolgált Zalaegerszegen. 

## Díjai, elismerései
- 1982 – Kiváló munkáért (Pozsgay Imre miniszter)
- 1991 – Pedagógus Szolgálati Emlékérem (Andrásfalvy Bertalan miniszter)
- 1994 – Németh László-díj (Mádl Ferenc miniszter)
- 1995 – Magyar Köztársasági Arany Érdemkereszt (Göncz Árpád köztársasági elnök)
- 2007 – Trefort Ágoston-díj (Pro Renovanda Cultura Hungariae)
- 2015 – Patronus Arts Alapítvány zeneművészeti díja
- 2019 – Elismerő Oklevél művésztanár kategóriában (Magyar Művészeti Akadémia)
- 2019 – Művészeti életpálya elismerés (Emberi Erőforrások Minisztériuma)
- 2022 – Szenci Molnár Albert-díj (Tiszántúli református egyházkerület)